# جنگ نا منظم
جنگ نامنظم (انگلیسی: Irregular warfare) در دکترین مشترک ایالات متحده آمریکا به‌عنوان «مبارزه خشونت‌آمیز میان بازیگران دولتی و غیردولتی برای مشروعیت و نفوذ بر جمعیت‌های مربوطه» و در قانون ایالات متحده به‌عنوان «فعالیت‌های وزارت دفاع که شامل درگیری مسلحانه نمی‌شوند و از سیاست‌ها و اهداف نظامی از پیش تعیین‌شده ایالات متحده پشتیبانی می‌کنند و توسط، با، و از طریق نیروهای منظم، نیروهای نامنظم، گروه‌ها و افراد انجام می‌شوند» تعریف شده است. در عمل، کنترل نهادها و زیرساخت‌ها نیز مهم است. مفاهیم مرتبط با جنگ نامنظم قدیمی‌تر از خود اصطلاح هستند.
جنگ نامنظم، رویکردهای جنگ غیرمستقیم و جنگ نامتقارن را ترجیح می‌دهد، اگرچه ممکن است طیف کاملی از قابلیت‌های نظامی و سایر توانایی‌ها را برای فرسایش قدرت، نفوذ و اراده دشمن به کار گیرد. جنگ نامنظم ذاتاً یک مبارزه طولانی است که عزم یک دولت و شرکای استراتژیک آن را آزمایش خواهد کرد.
اصطلاح «جنگ نامنظم» در دکترین مشترک در تمایز با «جنگ سنتی» و «جنگ نامتعارف» و برای تمایز آن به این صورت، اتخاذ شد. این نوع جنگ به تمایز بین «نیروهای منظم» و «نیروهای نامنظم» ربطی ندارد.